# Rosička

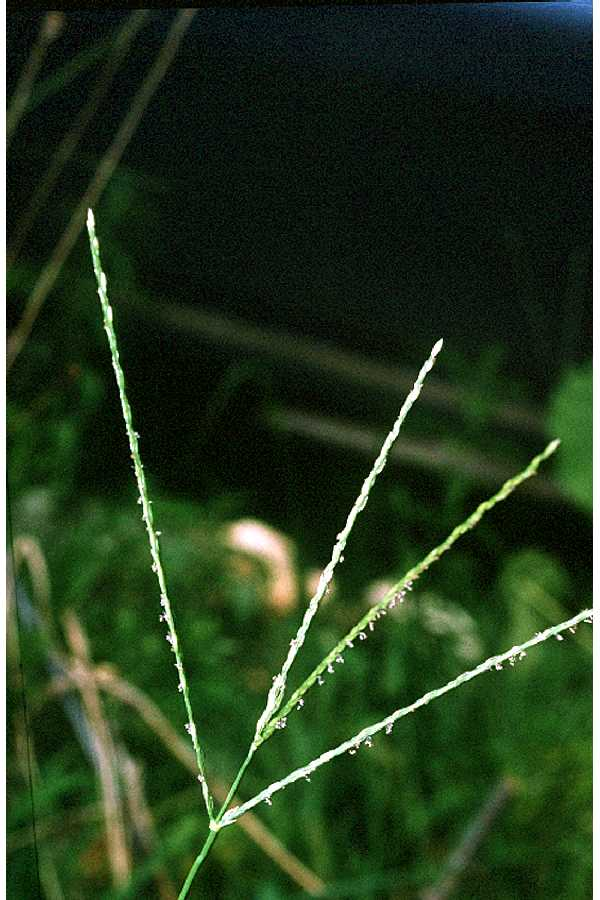
Květenství rosičky krvavé

Rosička (Digitaria) je rozsáhlý rod bylin z čeledě lipnicovitých, kde je řazen do podčeledě Panicoideae. Rod je tvořen téměř 230 druhy, z toho v České republice rostou tři.

## Rozšíření
Tyto traviny jsou především rostlinami tropů a subtropů, kde vyrůstá převážná většina druhů, jen několik jich roste v teplejším mírném pásmu. Ve výše uvedených oblastech se vyskytují na obou polokoulích ve všech světadílech. Jsou mezofytické i xerofytické a vyrůstají na rozmanitých stanovištích, od orné půdy přes kamenité stráně až po písečné pláže. V Africe například rostou jak v suchých oblastech Sahelu, tak i ve západoafrických tropických deštných lesích.

## Popis
Rosička se skládá z jednoletých i víceletých druhů dorůstající do výše 15 až 300 cm. Má poléhavá nebo přímá stébla porostlá čárkovitými čepelemi s podélnou žilnatinou, jejich pochvy jsou lysé nebo rozličně chlupaté. Některé druhy s poléhavými stébly dokážou ve vlhkém prostředí z nejspodnějších kolének zakořenit a vytvořit novou rostlinu.
Na vrcholech stébel vyrůstají květenství několika prstnatě uspořádaných lichoklasů. Klásky s různě dlouhými stopkami bývají na vřetenech osamocené nebo ve svazečcích po dvou až pěti, jsou v obrysu eliptické až vejčité, ostré nebo tupé a ve zralosti celé opadávají. Klásek obsahuje dva kvítky, horní plodný je oboupohlavní a spodní sterilní. Pleva u spodního kvítku může být redukována na šupinu nebo zcela chybí, u horního bývá různě velká a tvarovaná, sloužívá jako určující znak druhu. Plucha spodního kvítku je dlouhá jako celý klásek a její povrch, žilkování a odění je dalším determinačním znakem. Plucha horního květu je chrupavčitá, obě pluchy jsou bez osin. V kvítku jsou tři tyčinky a semeník se dvěma čnícími červenými bliznami. Po anemogamickém opylení se vyvinou plody, drobné bezosinné obilky, pomoci kterých se rosičky rozmnožují.

## Význam
Mezi nejrozšířenější druhy považované v evropských podmínkách za polní plevel patří rosička krvavá (Digitaria sanguinalis), rosička lysá (Digitaria ischaemum), rosička přehlížená (Digitaria ciliaris) a rosička poléhavá (Digitaria decumbens). Naopak mezi důležité druhy pěstované na suchých, písčitých půdách jako pastevní plodiny aneb obilniny na zrno patří (Digitaria exilis), (Digitaria eriantha), (Digitaria gazensis), (Digitaria longiflora), (Digitaria velutina) a další.